# József Gáspár
József Gáspár (ur. 28 czerwca 1955 w Budapeszcie) – węgierski piłkarz występujący na pozycji bramkarza.

## Kariera klubowa
Gáspár karierę rozpoczynał w 1975 roku w MTK-VM Budapeszt. W sezonie 1980/1981 spadł z zespołem z pierwszej ligi do drugiej, jednak w kolejnym awansował z nim z powrotem do pierwszej. W sezonie 1986/1987 wraz z MTK zdobył mistrzostwo Węgier. W 1989 roku przeszedł do belgijskiego RWD Molenbeek, grającego w drugiej lidze. W sezonie 1989/1990 awansował z nim do pierwszej ligi. W 1991 roku wrócił na Węgry, gdzie w sezonie 1991/1992 występował w drugoligowym Budafoki MTE, a także w pierwszoligowym Budapesti Vasutas SC. W 1992 roku zakończył karierę.

## Kariera reprezentacyjna
W reprezentacji Węgier Gáspár zadebiutował 17 maja 1987 w wygranym 5:2 meczu eliminacji Mistrzostw Europy 1988 z Polską. W latach 1987–1990 w drużynie narodowej rozegrał 4 spotkania.